# Strelka (metropolitana di Nižnij Novgorod)
La stazione di Strelka (Стрелка) è una stazione della metropolitana di Nižnij Novgorod, capolinea settentrionale della linea Sormovskaja.

## Storia
La stazione venne aperta il 13 giugno 2018, come parte del prolungamento dalla stazione Moskovskaja della linea Sormovskaja.